# جوایز انجمن موسیقی کانتری ۲۰۰۸
جوایز انجمن موسیقی کانتری ۲۰۰۸، چهل و دومین مراسم است که در ۱۲ نوامبر ۲۰۰۸ در مرکز سامت در نشویل، تنسی با میزبانی برندگان جایزه سی‌ام‌ای برد پیزلی و کری آندروود برگزار شد. کنی چزنی و شوگرلند هرکدام در ۶ بخش نامزدشده بودند، که بیشترین مقدار در مراسم بود.